# Děti z Timpelbachu
Děti z Timpelbachu (v originále Les Enfants de Timpelbach) je francouzsko-belgicko-lucemburský hraný film z roku 2008, který režíroval Nicolas Bary jako adaptaci stejnojmenného dětského románu. Snímek měl světovou premiéru dne 17. prosince 2008.

## Děj
Chlapec Manfred  žije v Timpelbachu, odlehlé vesnici. Dospělí, podráždění chováním dětí, chtějí dětem dát lekci tím, že předstírají, že je ponechávají napospas osudu, aby je vyděsili a přivedli je zpět k rozumu. Tak potají v noci opustí vesnici a předstírají, že odcházejí navždy, ale s úmyslem se na konci dne vrátit. Situace se tragicky změní, když se ztratí v lese, jsou zatčeni a uvězněni zahraničními vojáky, kteří je obviní z pokusu o invazi do jejich země. Pak si uvědomí, kromě své nezáviděníhodné situace, že ve skutečnosti nechali své děti v odlehlé vesnici napospas osudu.
V Timpelbachu děti nejprve pociťují radost ze své svobody, ale poté se obávají obtíží, zejména jak vyřešit otázku jídla. Zorganizují se, aby vesnice fungovala a velmi rychle vzninou dva soupeřící gangy. Jeden kolem Manfreda a Marianne, rozumnějších a snažících se znovu vytvořit demokratickou, ale moralizující kopii společnosti svých rodičů, druhý vedený Oscarem, žijícím v násilí. Konfrontace se zdá být nevyhnutelná.

## Obsazení
| Raphaël Katz        | Manfred           |
| Adèle Exarchopoulos | Marianne          |
| Léo Legrand         | Thomas            |
| Gérard Depardieu    | generál Igor      |
| Carole Bouquet      | paní Drohne       |
| Armelle             | učitelka Corbac   |
| Éric Godon          | Stettner          |
| Baptiste Betoulaud  | Oscar Stettner    |
| Lola Créton         | Mireille Stettner |
| Terry Edinval       | Wolfgang          |
| Florian Goutieras   | malý Louis        |
| Mathieu Donne       | Gros Paul         |
| Martin Jobert       | Willy Hak         |
| Ilona Bachelier     | Charlotte         |
| Marcus Vigneron     | Charles Benz      |
| Jonathan Joss       | Jean Krög         |
| David Cognaux       | Kevin             |
| Sacha Lecomte       | Philibert         |
| Tilly Mandelbrot    | Erna              |
| Manon Chevallier    | Marion            |
| Valentine Bouly     | Paulette          |
| Talina Boyaci       | Zoé               |
| François Damiens    | doručovatel       |
| Éric Naggar         | brigadýr Krögel   |
| Philippe Le Mercier | starosta          |
| Stéphane Bissot     | Manfredova matka  |
| Mayane Maggiori     | paní Hak          |
| Thierry Desroses    | abbé              |
| Isabelle de Hertogh | Edith Benz        |

## Ocenění
- César: nominace v kategorii nejlepší výprava (Olivier Raoux)